# Richlind
Richlind (* um 948; † wahrscheinlich nach 1007) war eine Adlige, die in Quellen zur Herkunft der Welfen genannt wird, deren historische Einordnung aber umstritten ist. Nach der „Richlind-These“ spielten ihre verwandtschaftlichen Bindungen bei der Nachfolge Kaiser Ottos III. eine bedeutende Rolle.